# Adam Mohamed al-Nour
Adam Mohamed al-Nour (* 5. September 1988) ist ein ehemaliger sudanesischer Leichtathlet, der sich auf den 400-Meter-Lauf spezialisiert hat.

## Sportliche Laufbahn
Erste internationale Erfahrungen sammelte Adam Mohamed al-Nour vermutlich im Jahr 2003, als er bei den Arabischen Meisterschaften in Amman mit der sudanesischen 4-mal-400-Meter-Staffel in 3:08,86 min die Bronzemedaille hinter den Teams aus Saudi-Arabien und Katar gewann. Im Jahr darauf siegte er in 48,13 s bei den Arabischen Jugendmeisterschaften in Rabat im 400-Meter-Lauf und sicherte sich über 800 Meter in 1:51,57 min die Bronzemedaille. Anschließend gewann er bei den Arabischen Juniorenmeisterschaften in Damaskus in 47,97 s die Silbermedaille über 400 Meter und siegte mit der Staffel in 3:11,52 min. Daraufhin belegte er bei den Panarabischen Spielen in Algier in 46,78 s den sechsten Platz im Einzelbewerb. 2005 belegte er bei den erstmals ausgetragenen Islamic Solidarity Games in Mekka in 46,75 s den vierten Platz über 400 Meter und gewann mit der Staffel in 3:08,81 min die Silbermedaille hinter dem Team aus Saudi-Arabien. Anschließend siegte er bei den Jugendweltmeisterschaften in Marrakesch in 46,56 s im Einzelbewerb und belegte mit der Sprintstaffel (1000 Meter) in 1:53,71 min den vierten Platz. Anschließend gewann er bei den Juniorenafrikameisterschaften in Tunis in 47,76 s die Silbermedaille und siegte in 3:09,00 min im Staffelbewerb. Daraufhin belegte er bei den Arabischen Meisterschaften ebendort in 48,32 s den fünften Platz über 400 Meter und sicherte sich mit der Staffel in 3:07,76 min die Silbermedaille hinter dem Team aus Saudi-Arabien. Im Jahr darauf kam er bei den Juniorenweltmeisterschaften in Peking im Vorlauf über 400 Meter nicht ins Ziel und ging dann mit der Staffel nicht mehr an den Start. 2007 belegte er bei den Arabischen Meisterschaften in Amman in 47,60 s den fünften Platz und 2011 beendete er seine aktive sportliche Karriere im Alter von 23 Jahren.

## Persönliche Bestleistungen
- 400 Meter: 46,56 s, 15. Juli 2005 in Marrakesch
- 800 Meter: 1:49,10 min, 1. Juni 2008 in Brazzaville